# کیث تورمن
کیث تورمن (انگلیسی: Keith Thurman؛ زادهٔ ۲۳ نوامبر ۱۹۸۸) بوکسور اهل ایالات متحده آمریکا است.